# محافظة بولندا الصغرى

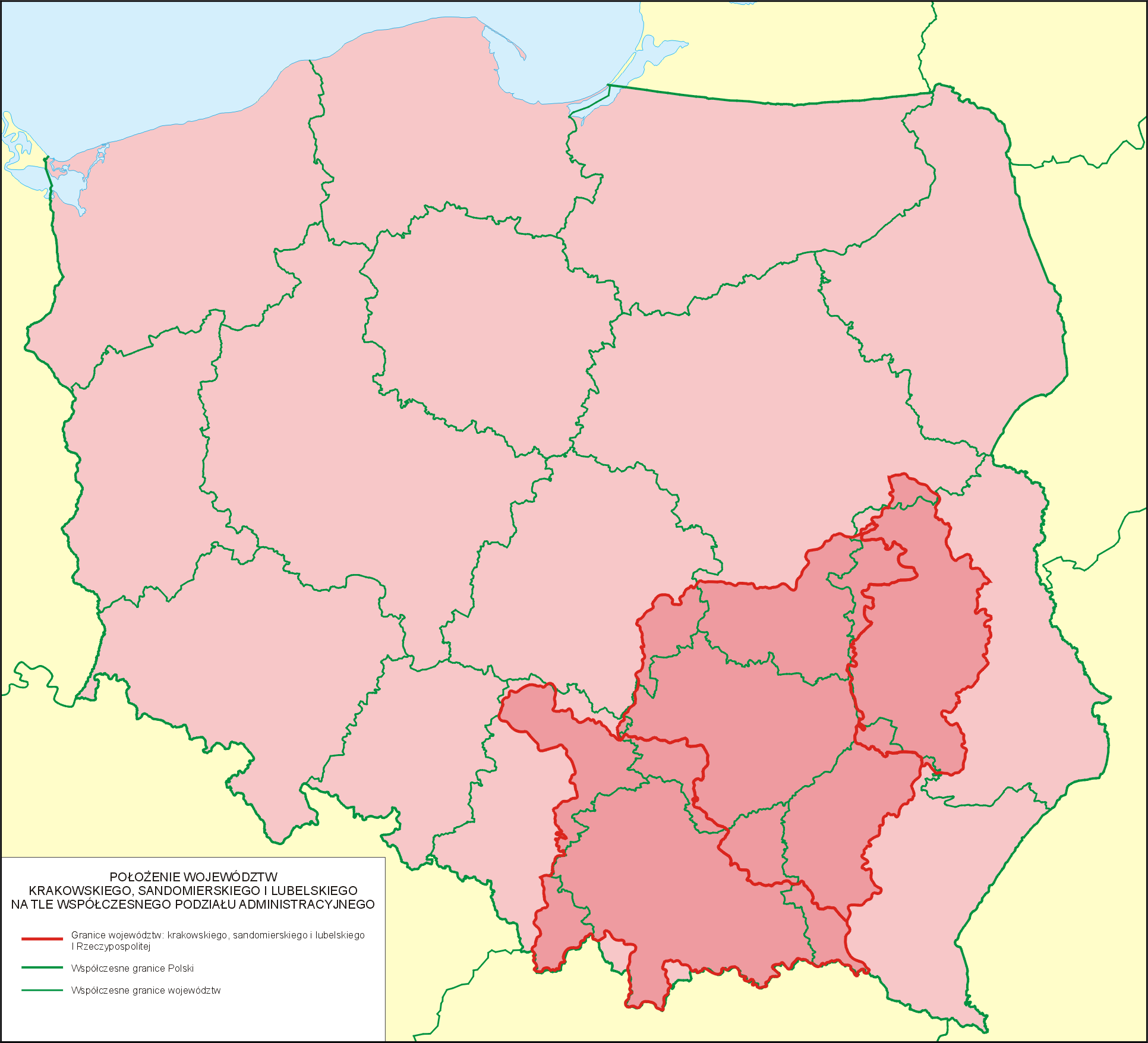
يقع إقليم بولندا الصغرى على حدود الأراضي البولندية الحالية، مع الأقاليم التاريخية الثلاثة - - كراكوف وساندومايرز ولوبلين

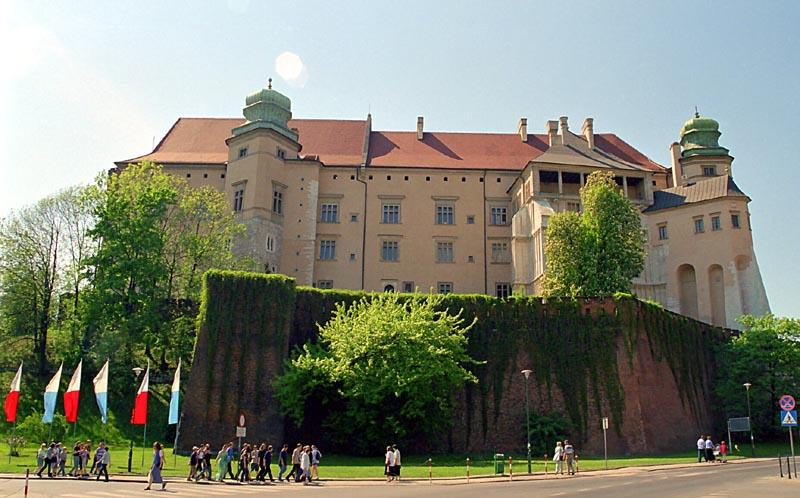
صورة قلعة فافل التي شُيدت خلال عصر النهضة.

بولندا الصغرى (بالإنجليزية: Lesser Poland) هي إحدى المناطق التاريخية البولندية؛ وعاصمتها في مدينة كراكوف. ويشكل الإقليم الجزء الجنوبي من البلاد، ويجب عدم الخلط بينه وبين فويفود بولندا الصغرى، الذي يشغل جزءًا جنوبيًا صغيرًا من إقليم بولندا الصغرى. وإقليم بولندا الصغرى التاريخي أكبر بكثير من المقاطعة الحالية التي تحمل اسمه؛ والتي تمتد من تشينستوخوفا في الغرب إلى الأراضي شمال شرق لوبلين في الشرق. وفي أواخر العصور الوسطى، أصبح إقليم بولندا الصغرى تدريجيًا مركز الدولة البولندية، وكانت كراكوف عاصمة البلاد منذ منتصف القرن الحادي عشر وحتى عام 1596. وحكم النبلاء بولندا عندما كانت الملكة يادفيغا (Jadwiga) صغيرة جدًا لحكم البلاد، وكان اتحاد كريفو مع دوقية ليتوانيا الكبرى من بنات أفكار طبقة زلاختا التابعة لبولندا الصغرى.
وفي القرن السابع عشر، تضاءلت أهمية بولندا الصغرى، عندما برزت وارسو وإقليم مازوفيا الذي يتمتع بموقع مركزي كمناطق رئيسية للبلاد. وتم تقسيم مقاطعة بولندا الصغرى على طول خط نهر فيستولا بين الإمبراطورية النمساوية والإمبراطورية الروسية أثناء تقسيم بولندا. وتقتصر حدود الإقليم الآن في الغالب على الجزء الجنوبي الصغير الذي كان يخضع طوال القرن التاسع عشر للإدارة النمساوية تحت اسم غاليسيا. ونتيجة لهذا التقسيم طويل الأمد، فقد الكثير من سكان الجزء الشمالي من هذا الإقليم البولندي التاريخي (القاطنين في مدن مثل لوبلين ورادوم وكيليس) هويتهم الخاصة بإقليم بولندا الصغرى. وحاليًا، ينقسم إقليم بولندا الصغرى بين العديد من المقاطعات، كما يتضح من خلال الخريطة المبينة على اليسار - كامل مقاطعة فويفود بولندا الصغرى وكامل مقاطعة فويفود سويتوكرزيسكي والنصف الغربي من مقاطعة فويفود لوبلين والجزء الغربي من مقاطعة فويفود صابكارباثيان والنصف الشرقي من مقاطعة فويفود سيليزيا والجزء الجنوبي من مقاطعة فويفود مازوفيان والزاوية الجنوبية الشرقية من مقاطعة فويفود لودز (حول أوبوتشنو).

## وصلات خارجية
- Appeal of inhabitants of Western Lesser Poland against calling them Silesians نسخة محفوظة 7 فبراير 2011 على موقع واي باك مشين.
- Castles of Lesser Poland on lonelyplanet
- Visit Lesser Poland webpage
- Lesser Poland information at University at Buffalo
- Portal of citizen journalism for Malopolska region
- National Parks in Lesser Poland
- A Polish Radio CD with folk music of Northern Lesser Poland – areas of Radom, Opoczno, and Kielce
- Western Lesser Poland. Webpage of inhabitants of eastern counties of Silesian Voivodeship, who do not wish to be associated with Lesser Poland